# 에린 오툴

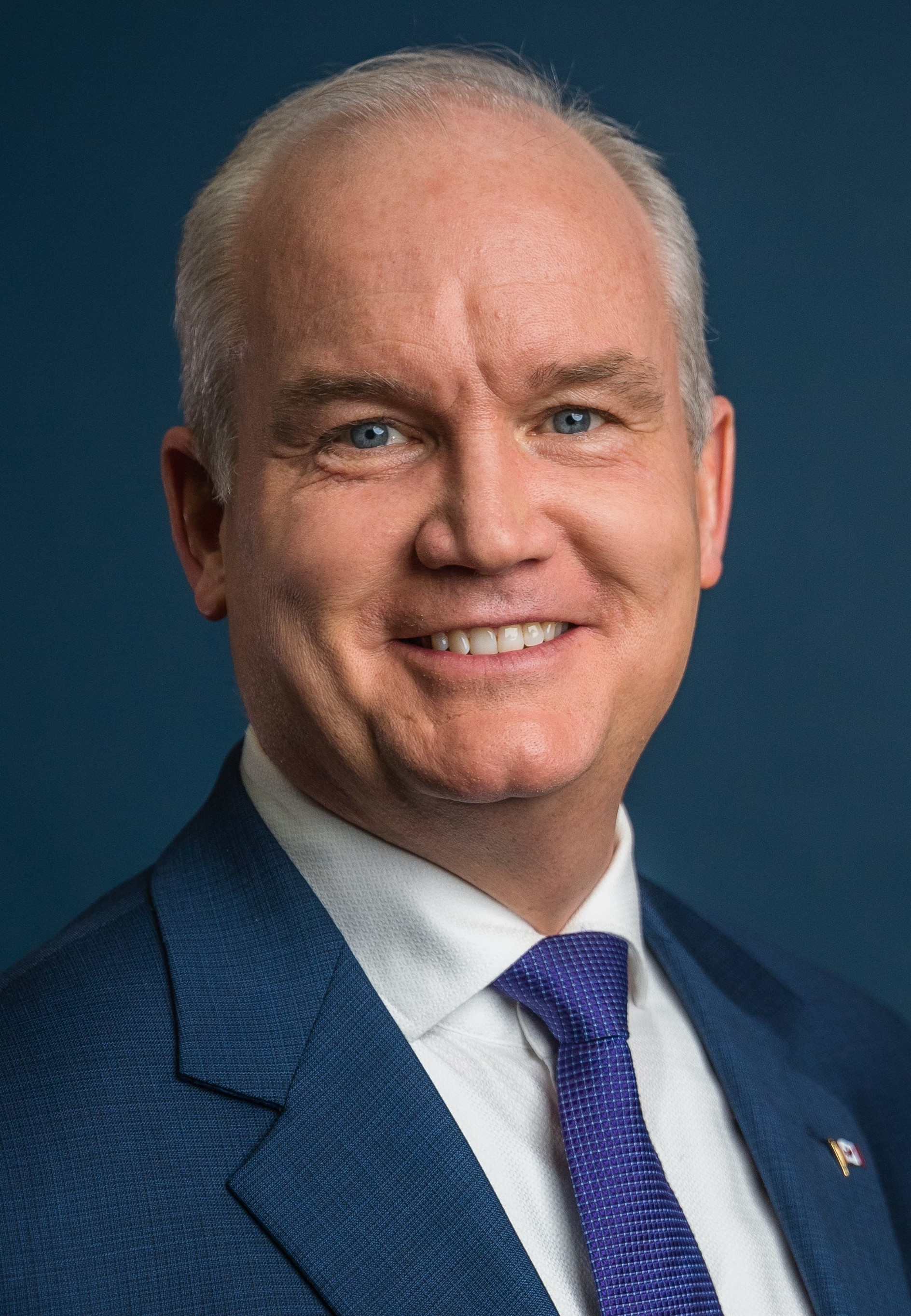

에린 마이클 오툴(영어: Erin Michael O'Toole, 1973년 1월 22일 ~ )은 캐나다의 정치인으로 2020년 8월 24일 이래 캐나다 보수당(이하 보수당) 대표 및 야권대표이다.
몬트리올에서 태어났으며, 포트페리 및 바우맨빌에서 자랐다. 1991년 군에 입대했으며 1995년까지 캐나다 왕립군사관학교에서 수학했다. 항공 군단에서 조종사를 맡았으며, 이후 기장이 되었다. 이후 법학 학위를 받고 법조인으로 활동하다가, 2012년 더햄 보궐선거에서 국회의원으로 당선되었다. 2015년 스티븐 하퍼 내각에서 잠시 국가보훈처장을 지냈으며, 2017년 보수당 전당대회에 도전하지만 3위로 낙선했다.
2019년 말 앤드루 시어 대표가 사임하자, 오툴은 2020년 전당대회에 출마해 피터 맥케이 전 장관을 꺾고 당선되었다. 대표 취임 이후 캐나다의 노동 계층을 공략했으며, 당 내에서도 온건파로 분류된다. 국내 문제에 대해서도 점진적 적자 해소, 캐나다 방송 협회 (CBC) TV 및 기타 영어 방송 지원 중단, 조세정책의 단순화,
각 주가 탄소세 도입 및 송유관을 설치하지 않을 권리를 지지한다. 외교 정책에 대해서는 CANZUK 협약 및 대중강경책을 지지하며, 중국 정부를 국제 무대의 "악역"으로 간주하고 있다. 각 사회 정책 분야에서 그가 행사한 표결을 보면 진보적인 입장을 드러내는 것으로 분류되나, 안락사 합법화에는 반대표를 행사했다.